# Sulis Yuliani
Sulis Yuliani (ur. 27 lipca 1985)  – indonezyjska zapaśniczka walcząca w stylu wolnym.
Srebrna medalistka igrzysk Azji Południowo-Wschodniej w 2009 i brązowa w 2011.